# Macintosh Centris 610
 (juin 2023).
Si vous disposez d'ouvrages ou d'articles de référence ou si vous connaissez des sites web de qualité traitant du thème abordé ici, merci de compléter l'article en donnant les références utiles à sa vérifiabilité et en les liant à la section « Notes et références ».
Introduit en février 1993, le Centris 610 était le Macintosh de moyenne gamme à intégrer un processeur Motorola 68LC040.
Il fut le premier Macintosh de la série Centris, qui remplaçait les Macintosh II en milieu de gamme Apple. La gamme Centris fut supprimée en octobre 1993, et les trois Macintosh Centris (610, 650 et 666AV) furent renommés en Macintosh Quadra. Apple profita de ce changement de nom en Quadra 610 pour mettre à jour son processeur qui passa de 20 à 25 MHz. Le Quadra 610 fut arrêté en juillet 1994.
Apple commercialisa aussi de février à juin 1994 un Quadra 610 DOS Compatible, qui était compatible avec les systèmes DOS et Microsoft Windows. En plus du 68040, il intégrait un processeur Intel 486SX-25 dans son slot d'extension PDS. Chaque processeur avait sa mémoire dédiée (32 Mio maximum chaque). Apple semble avoir lancé cette machine hybride Mac OS/Microsoft Windows pour tester le marché, et seules 25 000 unités furent produites.
Cette machine fut aussi vendue en tant que serveur sous le nom de Workgroup Server 60 à partir de juillet 1993. Cette version, livrée avec divers logiciels de serveur, était vendue pour 3 080 $. Le WGS 60 fut aussi doté d'un processeur à 25 MHz à partir d'octobre 1993.